# سياسة التأشيرات في جمهورية الكونغو الديمقراطية
يجب على زوار جمهورية الكونغو الديمقراطية الحصول على تأشيرة من إحدى بعثات جمهورية الكونغو الديمقراطية الدبلوماسية ما لم يكونوا من مواطني الدول المعفاة من التأشيرة، أو المواطنين الذين يمكنهم الحصول على تأشيرة عند الوصول، أو المؤهلين للحصول على تأشيرة إلكترونية.
في السنوات الأخيرة، أصبح من الممكن ترتيب تأشيرة سياحية لزيارة حديقة فيرونغا الوطنية (على الحدود الشرقية) من خلال الحديقة نفسها.

## خريطة سياسة التأشيرات

جمهورية الكونغو الديمقراطية
لا تتطلب تأشيرة - 90 يومًا
تأشيرة عند الوصول
تأشيرة إلكترونية

## الإعفاء من التأشيرة

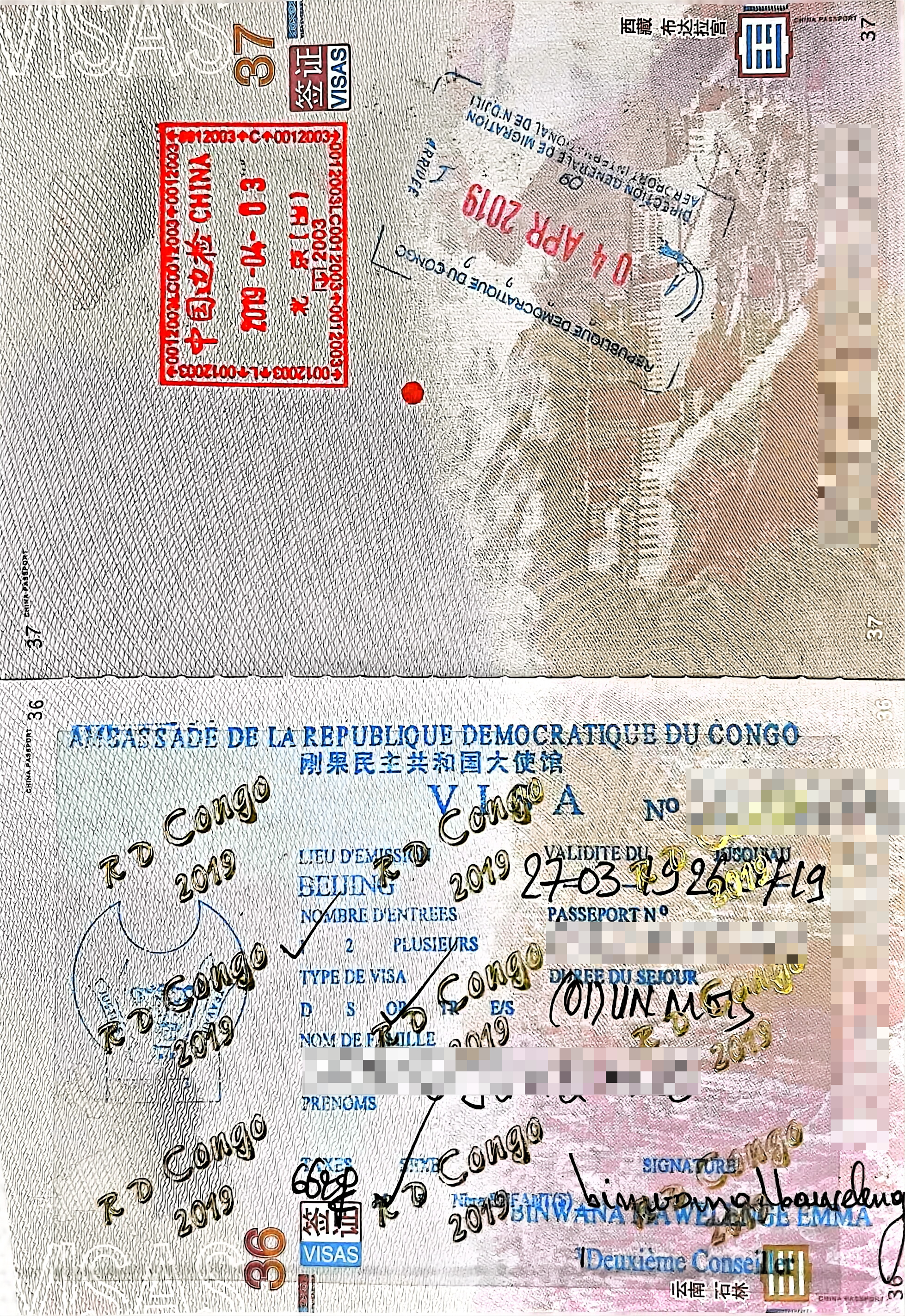
تأشيرة صادرة عن سفارة جمهورية الكونغو الديمقراطية في الصين على جواز سفر صيني عام 2019

### جوازات السفر العادية
يمكن لمواطني الدول التالية دخول جمهورية الكونغو الديمقراطية بدون تأشيرة لمدة تصل إلى 90 يومًا:
| - بوروندي - الكونغو - كينيا | - رواندا - تنزانيا - زيمبابوي |

في أبريل 2025، ألغت سلطات جمهورية الكونغو الديمقراطية الإعفاء من التأشيرة الممنوح لسائقي النقل الزيمبابويين. ويجب عليهم دفع 50 دولار أمريكي للحصول على تأشيرة لمدة 30 يومًا.

### جوازات السفر غير العادية
بالإضافة إلى ذلك، يمكن لحاملي جوازات السفر الدبلوماسية والرسمية من الدول التالية دخول جمهورية الكونغو الديمقراطية دون تأشيرة:
| - أنغولا (أثناء الخدمة) - إيران - روسيا | - جنوب أفريقيا - تركياD - الإمارات العربية المتحدة D |  |

D - جوازات السفر الدبلوماسية فقط.

### التغييرات المستقبلية
وقعت جمهورية الكونغو الديمقراطية اتفاقيات إعفاء من التأشيرات مع الدول التالية، لكنها لم تدخل حيز التنفيذ بعد:
| الدولة | جوازات السفر | تاريخ توقيع الاتفاقية |
| ------ | ------------ | --------------------- |
| أوغندا | جميعها       | 14 أكتوبر 2023        |
| تشاد   | جميعها       | 26 يونيو 2024         |

## تأشيرة عند الوصول
- يمكن لمواطني موريشيوس الحصول على تأشيرة عند الوصول صالحة لمدة تصل إلى 7 أيام.
- يمكن للزوار الذين لديهم وثائق تثبت أصولهم من جمهورية الكونغو الديمقراطية الحصول على تأشيرة عند الوصول لمدة أقصاها 30 يومًا.
- يمكن للزوار الذين لديهم وثائق تثبت أن والديهم من أصول من جمهورية الكونغو الديمقراطية الحصول على تأشيرة عند الوصول لمدة أقصاها 30 يومًا.
- يمكن للزوار القادمين من بلد لا توجد فيه سفارة لجمهورية الكونغو الديمقراطية التقدم للحصول على تأكيد تأشيرة ("فيزا فولان"). يتم إرسال طلب عبر البريد الإلكتروني إلى المديرية العامة للهجرة مع نسخة من جواز سفر مقدم الطلب والشخص/المنظمة الداعية. يتم إرسال تأكيد إلى مقدم الطلب والذي يستخدم بعد ذلك للحصول على تأشيرة عند الوصول صالحة لمدة 7 أيام وقابلة للتمديد في جمهورية الكونغو الديمقراطية.[7]

## التأشيرة الإلكترونية
يمكن لمواطني الدول الأخرى الحصول على تأشيرة إلكترونية لمدة تصل إلى 7 أيام. يجب استخدام التأشيرة الإلكترونية خلال 3 أشهر من تاريخ إصدارها.
في نوفمبر 2024 أعلنت سلطات جمهورية الكونغو الديمقراطية عن إدخال التأشيرات الإلكترونية في أوائل عام 2025.

## حديقة فيرونغا الوطنية
مع ازدياد السياحة في حديقة فيرونغا الوطنية، تعاونت الحكومة وسمحت للحديقة بالعمل كوسيط في عملية التأشيرة. يمكن لمشغلي الجولات المحليين العمل كوسطاء في العملية.

## التأشيرة المطلوبة مسبقًا
يحتاج الزوار الذين يتطلبون تأشيرة إلى تقديم خطاب دعوة موثق من شخص أو منظمة في جمهورية الكونغو الديمقراطية. بالنسبة للسياح، يُقبل تأكيد حجز الفندق في حالة عدم وجود جهة اتصال في جمهورية الكونغو الديمقراطية.